# بونو (أركنساس)
بونو (بالإنجليزية: Bono, Arkansas)‏ هي مدينة تقع في مقاطعة كريغ هيد، أركنسو بولاية أركنساس في الولايات المتحدة. تبلغ مساحة هذه المدينة 3.7 (كم²)، وترتفع عن سطح البحر 79 م، بلغ عدد سكانها 1599 نسمة في عام 2008 حسب إحصاء مكتب تعداد الولايات المتحدة.

## التركيبة السكانية
حدّد مكتب تعداد الولايات المتحدة بيانات التركيبة السكانية لبونو في تعداد الولايات المتحدة. في ما يلي، التركيبة السكانية حسب تعدادي 2000 و2010.

### تعداد عام 2000
بلغ عدد سكان بونو 1,512 نسمة بحسب تعداد عام 2000، وبلغ عدد الأسر 574 أسرة وعدد العائلات 435 عائلة مقيمة في المدينة. في حين سجلت الكثافة السكانية 219.1 نسمة لكل كيلومتر مربع (567.5/ميل2). وبلغ عدد الوحدات السكنية 634 وحدة بمتوسط كثافة قدره 91.9 لكل كيلومتر مربع (238.0/ميل2).
وتوزع التركيب العرقي للمدينة بنسبة 97.69% من البيض و0.13% من الأمريكيين الأفارقة و0.26% من الأمريكيين الأصليين و0.07% من الأمريكيين ذوي الأصول الآسيوية و0.66% من الأعراق الأخرى و1.19% من عرقين مختلطين أو أكثر و1.72% من الهسبانيون أو اللاتينيون من أي عرق.
بلغ عدد الأسر 574 أسرة كانت نسبة 46% منها لديها أطفال تحت سن الثامنة عشر تعيش معهم، وبلغت نسبة الأزواج القاطنين مع بعضهم البعض 54.7% من أصل المجموع الكلي للأسر، ونسبة 16.6% من الأسر كان لديها معيلات من الإناث دون وجود شريك،  بينما كانت نسبة 4.5% من الأسر لديها معيلون من الذكور دون وجود شريكة وكانت نسبة 24.2% من غير العائلات. تألفت نسبة 20.6% من أصل جميع الأسر من عدة أفراد يعيشون في نفس المنزل ونسبة 6.6% كانت تتألف من شخص يعيش بمفرده يبلغ من العمر 65 عاماً أو أكثر. وبلغ متوسط حجم الأسرة المعيشية 2.63، أما متوسط حجم العائلات فبلغ 3.05.
بلغ العمر الوسطي للسكان 28.8 عاماً. وكانت نسبة 31.1% من القاطنين تحت سن الثامنة عشر، وكانت نسبة 10.4% بين الثامنة عشر والرابعة والعشرين عاماً، ونسبة 31.2% كانت واقعةً في الفئة العمرية ما بين الخامسة والعشرين والرابعة والأربعين عاماً، ونسبة 19.6% كانت ما بين الخامسة والأربعين والرابعة والستين، ونسبة 7.7% كانت ضمن فئة الخامسة والستين عاماً فما فوق. يوجد لكل 100 أنثى 97.1 ذكر، ويوجد لكل 100 أنثى في الثامنة عشر من عمرها فما فوق 90.5 ذكر.
بلغ متوسط دخل الأسرة في المدينة 31,307 دولارًا، أما متوسط دخل العائلة فبلغ 33,618 دولارًا. وكان متوسط دخل الذكور 25,063 دولارًا مقابل 18,426 دولارًا للإناث. وسجل دخل الفرد الخاص بالمدينة 13,764 دولارًا. وكانت نسبة 13.6% من العائلات ونسبة 15.2% من السكان تحت خط الفقر، وكان من هؤلاء نسبة 19.1% تحت سن الثامنة عشر ونسبة 13.8% في الخامسة والستين من العمر وما فوق.

## معرض صور

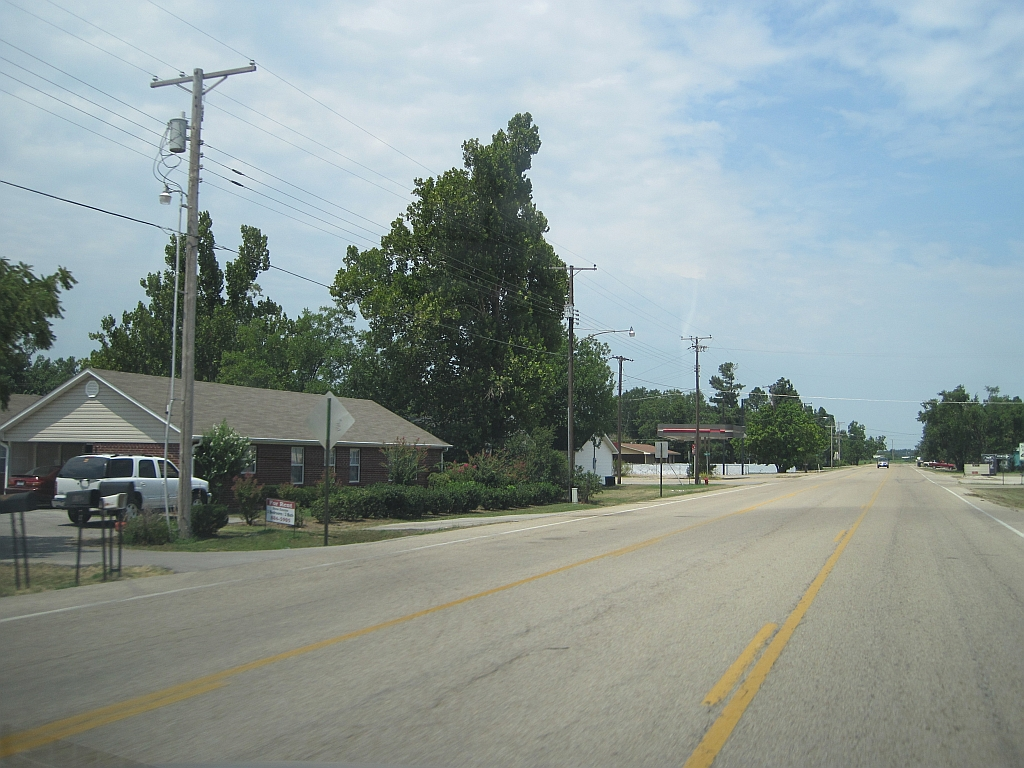
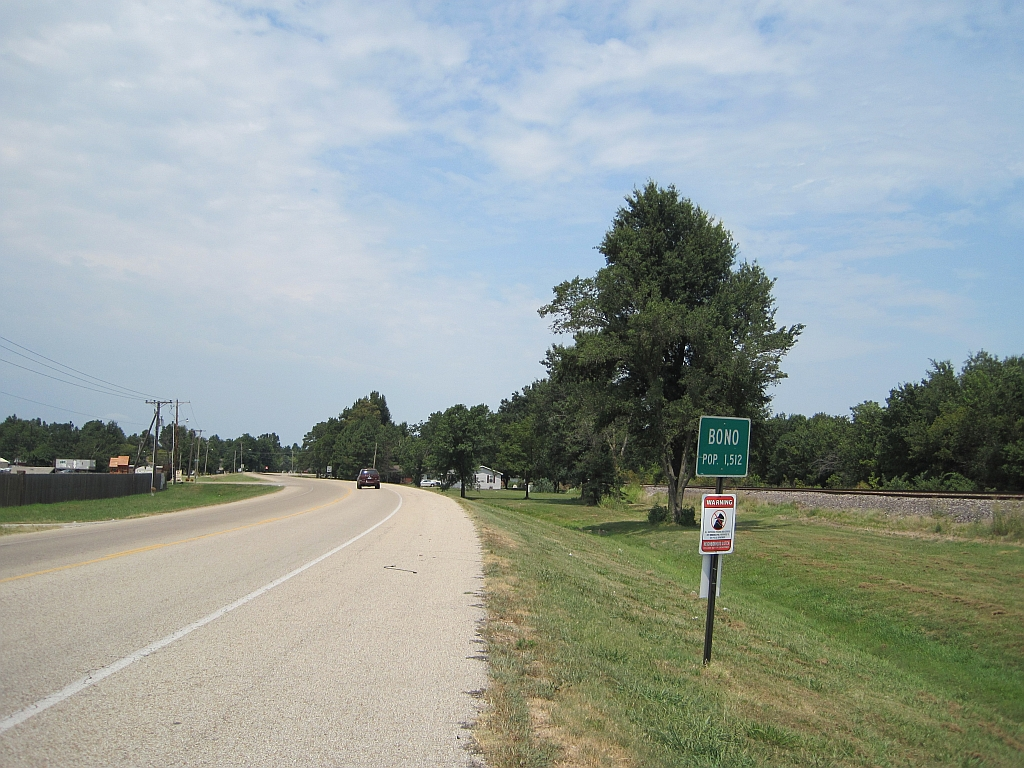
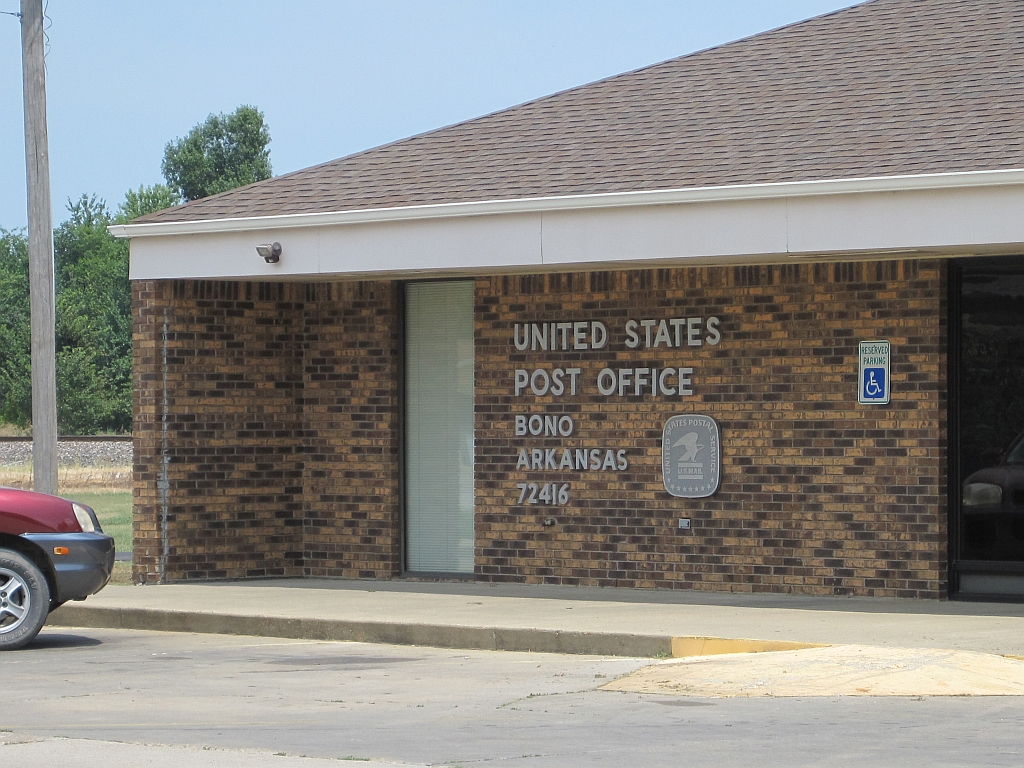
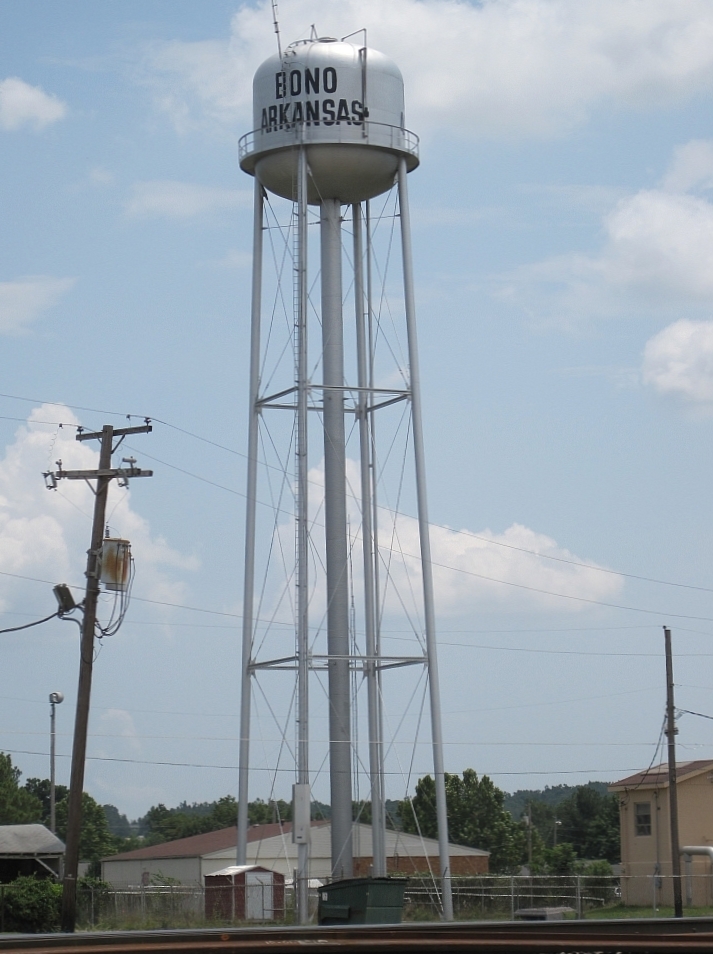

### تعداد عام 2010
بلغ عدد سكان بونو 2,131 نسمة بحسب تعداد عام 2010، وبلغ عدد الأسر 811 أسرة وعدد العائلات 570 عائلة مقيمة في المدينة. في حين سجلت الكثافة السكانية 308.8 نسمة لكل كيلومتر مربع (799.8/ميل2). وبلغ عدد الوحدات السكنية 859 وحدة بمتوسط كثافة قدره 124.5 لكل كيلومتر مربع (322.5/ميل2).
وتوزع التركيب العرقي للمدينة بنسبة 94.74% من البيض و2.02% من الأمريكيين الأفارقة و0.14% من الأمريكيين الأصليين و0.19% من الأمريكيين ذوي الأصول الآسيوية و0.75% من الأعراق الأخرى و2.16% من عرقين مختلطين أو أكثر و3.05% من الهسبانيون أو اللاتينيون من أي عرق.
بلغ عدد الأسر 811 أسرة كانت نسبة 44.4% منها لديها أطفال تحت سن الثامنة عشر تعيش معهم، وبلغت نسبة الأزواج القاطنين مع بعضهم البعض 46.2% من أصل المجموع الكلي للأسر، ونسبة 18% من الأسر كان لديها معيلات من الإناث دون وجود شريك،  بينما كانت نسبة 6% من الأسر لديها معيلون من الذكور دون وجود شريكة وكانت نسبة 29.7% من غير العائلات. تألفت نسبة 24.5% من أصل جميع الأسر من عدة أفراد يعيشون في نفس المنزل ونسبة 10.2% كانت تتألف من شخص يعيش بمفرده يبلغ من العمر 65 عاماً أو أكثر. وبلغ متوسط حجم الأسرة المعيشية 2.63، أما متوسط حجم العائلات فبلغ 3.13.
بلغ العمر الوسطي للسكان 28.7 عاماً. وكانت نسبة 30.9% من القاطنين تحت سن الثامنة عشر، وكانت نسبة 11.1% بين الثامنة عشر والرابعة والعشرين عاماً، ونسبة 32.1% كانت واقعةً في الفئة العمرية ما بين الخامسة والعشرين والرابعة والأربعين عاماً، ونسبة 17.3% كانت ما بين الخامسة والأربعين والرابعة والستين، ونسبة 8.6% كانت ضمن فئة الخامسة والستين عاماً فما فوق. وتوزع التركيب الجنسي للسكان بنسبة 47.9% ذكور و52.1% إناث.

## وصلات خارجية
- The US50 - Cities and Towns in Arkansas State
- 2012 United States Census Estimate